# James M. Shuart Stadium
James M. Shuart Stadium, inicialmente conocido como Hofstra Stadium, con 15,000 asientos es un estadio multideportivo ubicado en la Universidad de Hofstra en Hempstead, Nueva York. El estadio abrió en 1962, fue conocido como Hofstra Stadium hasta el 29 de agosto de 2002. Es la sede del equipo colegial Hofstra Pride de lacrosse. El 3 de diciembre de 2009 la universidad anunció que ya no apoyaría el fútbol americano.
El estadio fue sede del juego inaugural del campeonato de Lacrosse de la División I de la NCAA en 1971. También fue sede de 2 juegos de cuartos de final del torneo de 2009. El Long Island Lizards de la Major League Lacrosse utilizó el estadio como casa parte de la temporada 2001 y la temporada 2002, y regreso para la temporada 2009
En 2009 fue sede de un partido de la UFL para el partido entre New York Sentinels y Las Vegas Locomotives.
El equipo de fútbol FC New York de la USL, utilizara el estadio a partir de 2011.